# Печенеги (Кировская область)

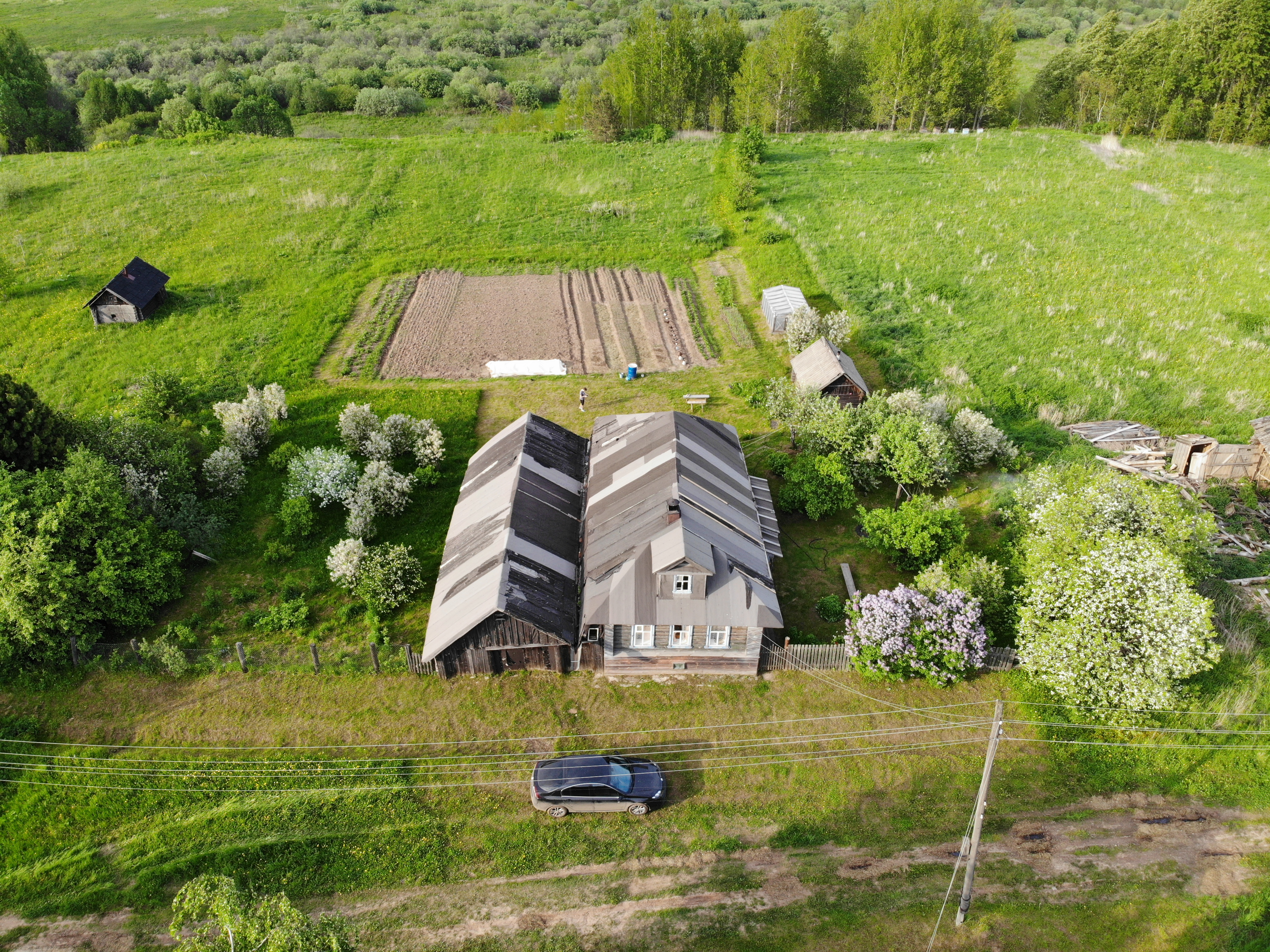

Печенеги — деревня в Арбажском районе Кировской области, входит в состав Корминского сельского поселения. C января 2020 в составе Арбажского муниципального округа. Население — 4 человека.

## География
Расположена на краю правобережной поймы Вятки в 27 км к северу от Арбажа и в 105 км к юго-западу от Кирова. На западе почти примыкает к деревне Криуша.
В 1 км от деревни проходит автодорога Котельнич — Советск.

## Население
| 2010 |
| ---- |
| 10   |

На 1 января 1950 года — 101 человек, (25 дворов).
На 1989 год — 45 человека.
На 2002 год — 16 человек.